# Juan Bautista Adarraga
Juan Bautista Adarraga Elizarán (Hernani, Guipúzcoa, 24 de junio de 1924 - Madrid, 21 de septiembre de 1996) fue un ingeniero español que compitió como atleta mediofondista en la década de 1940. Fue 5 veces campeón de España en tres pruebas diferentes (3 en 800 m, 2 en 1.500 m y 1 en 400 m vallas) y batió 7 plusmarcas nacionales durante dicha década. También tomó parte en los Juegos Olímpicos de Londres 1948, donde participó en las pruebas de 800 y 1500 metros lisos, siendo eliminado en series. Dejó el atletismo de forma prematura tras sufrir un grave accidente de moto en Suiza.
Era miembro de una conocida familia de su pueblo, famosa por su fábrica de chocolates y dulces y por haber tenido numerosos deportistas de nivel. Estudió la carrera de ingeniería en el ICAI de Madrid, para posteriormente marchar a trabajar a Suiza. En Suiza conoció a su mujer y sufrió el accidente de moto que le alejó definitivamente del atletismo. Regresó a España como director de Brown & Boveri, primero a Barcelona y finalmente a Madrid, donde acabó asentándose y viviendo hasta su fallecimiento.

## Palmarés
- Campeón de España de 800 metros lisos en 1944, 1946 y 1948.
- Campeón de España de 1500 metros lisos en 1948.
- Subcampeón de España de 800 metros lisos en 1947 y tercero en 1949.
- Campeón de España de 400 metros vallas en 1949.
- Subcampeón en 1944 y tercero en 1947.
- Tercero en el Campeonato de España en 400 m lisos en 1944.

## Records
- Batió 4 records de España en 800 m lisos entre 1944 y 1948.
- Batió 2 records de España de 400 m vallas en 1949.[4]
- Batió una vez el récord de España de los 1000 metros lisos. (distancia no olímpica)

## Marcas
- 400 metros lisos: 50,4 s (1949).
- 800 metros lisos: 1 min 55,8 s (1948).
- 1000 metros lisos: 2 min 31,2 s (1948).
- 1500 metros lisos: 4 min 6,4 s (1948).